# Actionfilme der 2000er Jahre
Die Liste von Actionfilmen der 2000er Jahre enthält Kinofilme des Actiongenres, die zwischen 2000 und 2009 erschienen sind. Sie erhebt keinen Anspruch auf Vollständigkeit.
| Jahr | Titel                                         | Produktionsland                                                                    | Regisseur                    | Hauptdarsteller                  | Anmerkung                                |
| ---- | --------------------------------------------- | ---------------------------------------------------------------------------------- | ---------------------------- | -------------------------------- | ---------------------------------------- |
| 2000 | Nur noch 60 Sekunden                          | Vereinigte Staaten                                                                 | Dominic Sena                 | Nicolas Cage                     |                                          |
| 2000 | Taxi Taxi                                     | Frankreich                                                                         | Gérard Krawczyk              | Samy Naceri, Frédéric Diefenthal | Fortsetzung, Fortgesetzt                 |
| 2000 | Shang-High Noon                               | Vereinigte Staaten Hongkong                                                        | Tom Dey                      | Jackie Chan, Owen Wilson         | Fortgesetzt                              |
| 2000 | Shaft – Noch Fragen?                          | Vereinigte Staaten                                                                 | John Singleton               | Samuel L. Jackson                | Buchverfilmung, Fortsetzung              |
| 2000 | X-Men                                         | Vereinigte Staaten                                                                 | Bryan Singer                 | Hugh Jackman                     | Fortgesetzt                              |
| 2001 | The Fast and the Furious                      | Vereinigte Staaten                                                                 | Rob Cohen                    | Vin Diesel, Paul Walker          | Fortgesetzt                              |
| 2001 | Rush Hour 2                                   | Hongkong                                                                           | Brett Ratner                 | Jackie Chan, Chris Tucker        | Fortsetzung, Fortgesetzt                 |
| 2002 | Blade II                                      | Vereinigte Staaten                                                                 | Guillermo del Toro           | Wesley Snipes                    | Fortsetzung, Fortgesetzt                 |
| 2002 | Die Bourne Identität                          | Vereinigte Staaten                                                                 | Doug Liman                   | Matt Damon                       | Fortgesetzt, Buchverfilmung              |
| 2002 | James Bond 007 – Stirb an einem anderen Tag   | Vereinigtes Königreich                                                             | Lee Tamahori                 | Pierce Brosnan                   | Fortsetzung, Fortgesetzt                 |
| 2002 | The Transporter                               | Frankreich Vereinigte Staaten                                                      | Corey Yuen                   | Jason Statham                    | Fortgesetzt                              |
| 2002 | Spider-Man                                    | Vereinigte Staaten                                                                 | Sam Raimi                    | Tobey Maguire                    | Fortgesetzt                              |
| 2002 | Resident Evil                                 | Vereinigtes Königreich Deutschland Frankreich Vereinigte Staaten                   | Paul W. S. Anderson          | Milla Jovovich                   | Videospielverfilmung, Fortgesetzt        |
| 2003 | 2 Fast 2 Furious                              | Vereinigte Staaten                                                                 | John Singleton               | Paul Walker                      | Fortsetzung, Fortgesetzt                 |
| 2003 | Kill Bill – Volume 1                          | Vereinigte Staaten                                                                 | Quentin Tarantino            | Uma Thurman                      | Fortgesetzt                              |
| 2003 | The Italian Job – Jagd auf Millionen          | Vereinigte Staaten                                                                 | F. Gary Gray                 | Mark Wahlberg                    | Neuverfilmung                            |
| 2003 | Shanghai Knights                              | Vereinigte Staaten Hongkong                                                        | David Dobkin                 | Jackie Chan, Owen Wilson         | Fortsetzung                              |
| 2003 | X-Men 2                                       | Vereinigte Staaten Kanada                                                          | Bryan Singer                 | Hugh Jackman                     | Fortsetzung, Fortgesetzt                 |
| 2003 | Taxi 3                                        | Frankreich                                                                         | Gérard Krawczyk              | Samy Naceri, Frédéric Diefenthal | Fortsetzung, Fortgesetzt                 |
| 2003 | Fluch der Karibik                             | Vereinigte Staaten                                                                 | Gore Verbinski               | Johnny Depp                      |                                          |
| 2004 | Kill Bill – Volume 2                          | Vereinigte Staaten                                                                 | Quentin Tarantino            | Michael Madsen                   | Fortsetzung                              |
| 2004 | Die Bourne Verschwörung                       | Vereinigte Staaten                                                                 | Paul Greengrass              | Matt Damon                       | Fortsetzung, Fortgesetzt, Buchverfilmung |
| 2004 | Blade: Trinity                                | Vereinigte Staaten                                                                 | David S. Goyer               | Wesley Snipes                    | Fortsetzung                              |
| 2004 | Spider-Man 2                                  | Vereinigte Staaten                                                                 | Sam Raimi                    | Tobey Maguire                    | Fortgesetzt                              |
| 2004 | Resident Evil: Apocalypse                     | Vereinigtes Königreich Deutschland Frankreich Vereinigte Staaten Kanada            | Alexander Witt               | Milla Jovovich                   | Fortsetzung, Fortgesetzt                 |
| 2005 | Transporter – The Mission                     | Frankreich Vereinigte Staaten                                                      | Louis Leterrier              | Jason Statham                    | Fortsetzung, Fortgesetzt                 |
| 2005 | Batman Begins                                 | Vereinigte Staaten                                                                 | Christopher Nolan            | Christian Bale                   | Neuverfilmung, Fortgesetzt               |
| 2005 | Mr. & Mrs. Smith                              | Vereinigte Staaten                                                                 | Doug Liman                   | Brad Pitt, Angelina Jolie        |                                          |
| 2006 | Poseidon                                      | Vereinigte Staaten                                                                 | Wolfgang Petersen            | Josh Lucas                       | Buchverfilmung, Neuverfilmung            |
| 2006 | The Fast and the Furious: Tokyo Drift         | Vereinigte Staaten                                                                 | Justin Lin                   | Lucas Black                      | Fortsetzung, Fortgesetzt                 |
| 2006 | Crank                                         | Vereinigte Staaten                                                                 | Mark Neveldine, Brian Taylor | Jason Statham                    | Fortgesetzt                              |
| 2006 | James Bond 007: Casino Royale                 | Vereinigtes Königreich                                                             | Martin Campbell              | Daniel Craig                     | Fortsetzung, Fortgesetzt, Buchverfilmung |
| 2006 | Rocky Balboa                                  | Vereinigte Staaten                                                                 | Sylvester Stallone           | Sylvester Stallone               | Fortsetzung                              |
| 2006 | X-Men: Der letzte Widerstand                  | Vereinigte Staaten Kanada Vereinigtes Königreich                                   | Brett Ratner                 | Hugh Jackman                     | Fortsetzung, Fortgesetzt                 |
| 2006 | Superman Returns                              | Vereinigte Staaten Australien                                                      | Bryan Singer                 | Brandon Routh                    | Fortsetzung                              |
| 2007 | Stirb langsam 4.0                             | Vereinigte Staaten                                                                 | Len Wiseman                  | Bruce Willis                     | Fortsetzung, Fortgesetzt                 |
| 2007 | Death Proof – Todsicher                       | Vereinigte Staaten                                                                 | Quentin Tarantino            | Kurt Russell                     |                                          |
| 2007 | Transformers                                  | Vereinigte Staaten                                                                 | Michael Bay                  | Shia LaBeouf                     | Fortgesetzt                              |
| 2007 | Rush Hour 3                                   | Vereinigte Staaten                                                                 | Brett Ratner                 | Jackie Chan, Chris Tucker        | Fortsetzung                              |
| 2007 | Das Bourne Ultimatum                          | Vereinigte Staaten                                                                 | Paul Greengrass              | Matt Damon                       | Fortsetzung, Fortgesetzt, Buchverfilmung |
| 2007 | I Am Legend                                   | Vereinigte Staaten                                                                 | Francis Lawrence             | Will Smith                       | Buchverfilmung, Neuverfilmung            |
| 2007 | Taxi 4                                        | Frankreich                                                                         | Gérard Krawczyk              | Samy Naceri, Frédéric Diefenthal | Fortsetzung                              |
| 2007 | Spider-Man 3                                  | Vereinigte Staaten                                                                 | Sam Raimi                    | Tobey Maguire                    | Fortsetzung, Neuverfilmung               |
| 2007 | Resident Evil: Extinction                     | Vereinigtes Königreich Deutschland Frankreich Vereinigte Staaten Kanada Australien | Russell Mulcahy              | Milla Jovovich                   | Fortsetzung, Fortgesetzt                 |
| 2007 | Ghost Rider                                   | Vereinigte Staaten Australien                                                      | Mark Steven Johnson          | Nicolas Cage                     | Fortgesetzt                              |
| 2008 | John Rambo                                    | Vereinigte Staaten                                                                 | Sylvester Stallone           | Sylvester Stallone               | Fortsetzung                              |
| 2008 | Hancock                                       | Vereinigte Staaten                                                                 | Peter Berg                   | Will Smith                       |                                          |
| 2008 | James Bond 007: Ein Quantum Trost             | Vereinigtes Königreich                                                             | Marc Forster                 | Daniel Craig                     | Fortsetzung, Fortgesetzt                 |
| 2008 | Transporter 3                                 | Frankreich Vereinigtes Königreich Vereinigte Staaten                               | Olivier Megaton              | Jason Statham                    | Fortsetzung                              |
| 2008 | Iron Man                                      | Vereinigte Staaten                                                                 | Jon Favreau                  | Robert Downey Jr.                | Fortgesetzt                              |
| 2008 | The Dark Knight                               | Vereinigte Staaten Vereinigtes Königreich                                          | Christopher Nolan            | Christian Bale                   | Fortsetzung, Fortgesetzt                 |
| 2009 | Fast & Furious – Neues Modell. Originalteile. | Vereinigte Staaten                                                                 | Justin Lin                   | Vin Diesel, Paul Walker          | Fortsetzung, Fortgesetzt                 |
| 2009 | Crank 2: High Voltage                         | Vereinigte Staaten                                                                 | Mark Neveldine, Brian Taylor | Jason Statham                    | Fortsetzung                              |
| 2009 | Transformers – Die Rache                      | Vereinigte Staaten                                                                 | Michael Bay                  | Shia LaBeouf                     | Fortsetzung, Fortgesetzt                 |
| 2009 | Die Entführung der U-Bahn Pelham 123          | Vereinigtes Königreich Vereinigte Staaten                                          | Tony Scott                   | Denzel Washington                | Neuverfilmung                            |
| 2009 | 2012                                          | Vereinigte Staaten                                                                 | Roland Emmerich              | John Cusack                      |                                          |
| 2009 | X-Men Origins: Wolverine                      | Vereinigte Staaten                                                                 | Gavin Hood                   | Hugh Jackman                     | Prequel, Fortgesetzt                     |